# Fosfaturia
Per fosfaturia si vuole intendere la presenza di fosfati nelle urine, che è, nel soggetto normale, di 0,4-1,3 g nelle 24h.
Un'iperfosfaturia, cioè un aumento di fosfati nelle urine, si individua in caso di
- iperparatiroidismo
- rachitismo vitamina D resistente
- tubulopatie renali
- immobilizzazioni prolungate
- fratture

Un'ipofosfaturia, si individua in caso di
- ipoparatiroidismo
- pseudoipoparatiroidismo
- carenza di vitamina D

La concentrazione di fosfati nelle urine è influenzata dalla ghiandola paratiroide (anche se il PTH non è il principale regolatore della fosfatemia) dalla vitamina D, dall'assorbimento intestinale, dalla funzionalità renale, dal metabolismo osseo e da molti altri fattori .